# Apley Forge
Apley Forge – wieś w Anglii, w hrabstwie Shropshire. Leży 27 km na południowy wschód od miasta Shrewsbury i 198 km na północny zachód od Londynu.